# Blood: The Last Vampire (2009)
Blood: The Last Vampire, in Japan Last Blood (japanisch ラスト ブラッド Rasuto Buraddo), ist ein Horrorfilm aus dem Jahr 2009. Es ist eine Neuverfilmung des gleichnamigen Animefilms aus dem Jahr 2000. Der Film feierte seine Premiere am 29. Mai 2009 in Japan.

## Handlung
Saya ist halb Dämon und halb Mensch. Sie jagt Dämonen und will sich an der ältesten Dämonin, Onigen, rächen, da diese ihren Vater ermordete. Von einer Organisation namens Der Ältestenrat wird sie getarnt als Schülerin an die Kanto High School in der Nähe der Yokota Air Base in Tokio geschickt. Dort entdeckt sie zwei Dämonen und tötet diese. Jedoch wird sie dabei von der Mitschülerin Alice beobachtet und diese erzählt es ihrem Vater, der General ist. Als sie den Tatort untersuchen, werden keine Spuren gefunden, da der Ältestenrat alle beseitigt hat.
Alice stellt auf eigene Faust Nachforschungen an. Sie geht in die Bar, in der ihr Kendō-Trainer oft seine Zeit verbringt. Dort stellt sich heraus, dass alle Besucher der Bar Dämonen sind, einschließlich ihres Lehrers. Sie flieht und wird von Saya gerettet, die die Dämonen alle tötet. Sie erkennt nun Sayas wahre Identität. Als Alice darauf nach Hause geht, sieht sie, wie der Ältestenrat ihren Vater tötet. Sie selbst kann zu Saya fliehen, welche sie fragt, warum sie für die Killer arbeite. Diese erledige allerdings nur ab und an Aufträge für den Ältestenrat und sei sonst unabhängig. Saya beschützt Alice daraufhin. Beide flüchten. In den Bergen bekämpft sie einen weiteren Dämon. Durch den Kampf fallen sie in eine Schlucht und verlieren das Bewusstsein. Als sie erwachen, sind sie im antiken Japan und treffen auf Onigen, die Mutter von Saya. Saya kann sie besiegen und Alice erwacht und wird von der Polizei bezüglich der Vorkommnisse befragt. Diese glauben ihr die Geschichte nicht.

## Rezeption
Der Film spielte 473.992 US-Dollar in Japan ein und 5,874,530 $ weltweit.
Cathy Rose A. Garcia von der Korea Times lobte die Leistung Juns, kritisierte jedoch die Handlung und die schlechten Spezial-Effekte.